# 地形

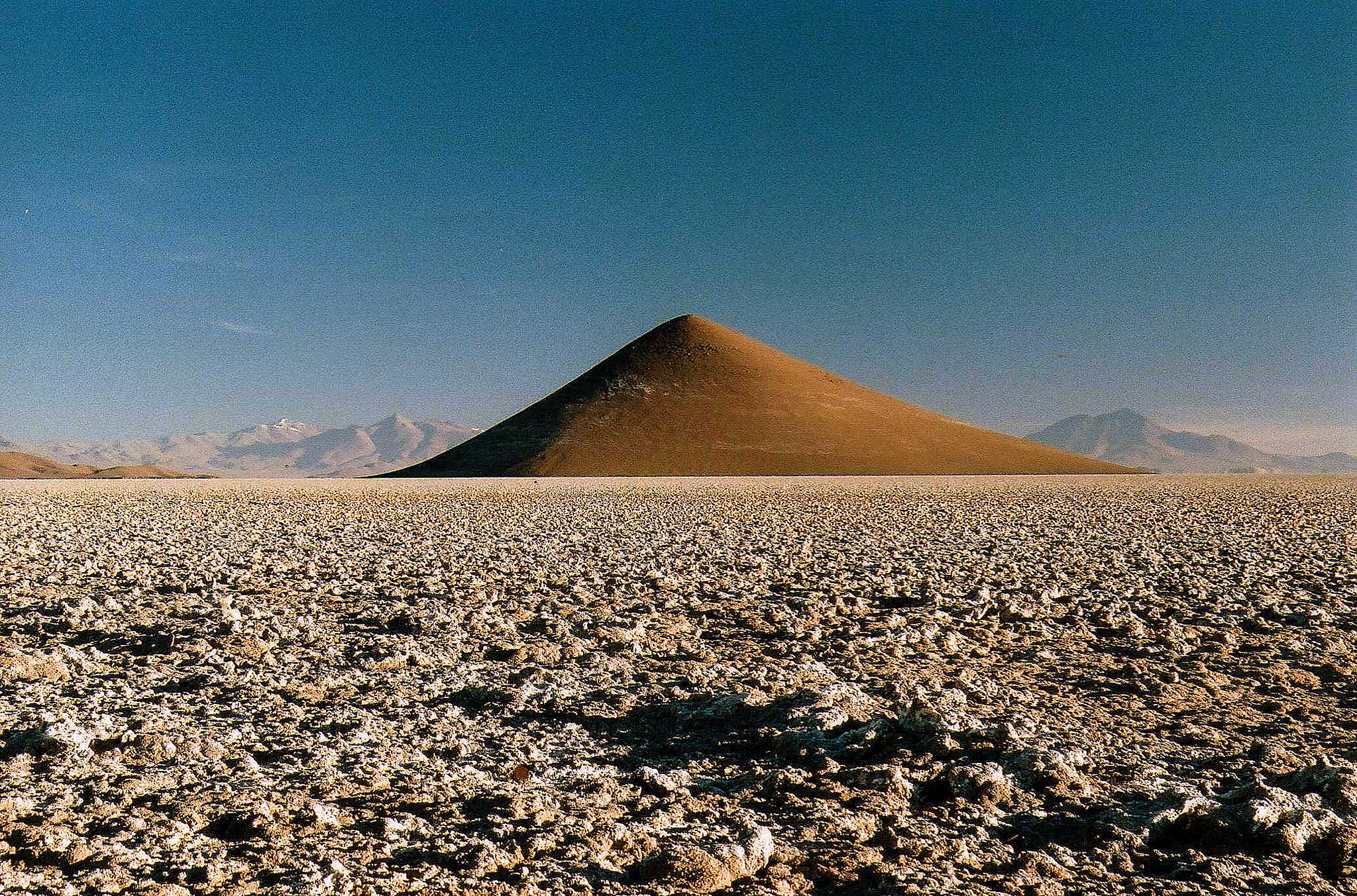
アリサロ塩原（アルゼンチン）

地形（ちけい、英語：landform）は、地表面の起伏（凹凸）の形態である。
地形学では、特定の成因により形成された特定の形態的特徴をもつ部分ごとに区分して、それぞれに特定の地形分類用語を与えており、それらを地形種、地形単位という。

## 概要
地形は内作用・外作用・外来作用の連続で形成される。内作用により変動地形や火山地形が、外作用により侵食地形や堆積地形が形成される。この他、外来作用により衝突地形が形成されるが、現在の地球ではほとんど見られない。

## 規模による分類
地形種（地形単位）は、規模によって巨地形、大地形、中地形、小地形、微地形、極微地形、超極微地形の7種に分類される。ただし、実際には同じ種類の地形であっても個体ごとの規模は多種多様である。分類例には多くの提案がなされているが、国際的に標準化されたものはない。ここでは鈴木（1997）の分類を示す。
すべての地形種は成因的な階層性をもつ。規模の大きい地形種はそれより規模の小さい地形種の集合で構成され、規模の大きな地形種ほど、形成に関わる営力、物質、過程が複雑であり、物質が厚く、形成時間が長く、内部の等質性が小さくなる。

### 巨地形
巨地形（きょちけい）とは、規模がおよそ1000 km以上のものをいう。形成時間は108～109年。
- 変動地形：大陸、大洋底

### 大地形
大地形（だいちけい）とは、規模がおよそ100 km以上、1000 km未満のものをいう。形成時間は107～108年。
- 変動地形：弧状列島、海溝、大陸棚縁海、海嶺、大山脈、盾状地
- 火山地形：玄武岩台地
- 河成・海成地形：大規模な平野
- 風成地形：砂漠

### 中地形
中地形（ちゅうちけい）とは、規模がおよそ10 km以上、100 km未満のものをいう。形成時間は105～107年。
- 変動地形：山地、丘陵
- 火山地形：火山
- 河成・海成地形：段丘、低地
- 風成地形：岩石砂漠（ハマダ）、砂砂漠（エルグ）、礫砂漠（レグ）、土砂漠

### 小地形
小地形（しょうちけい）とは、規模がおよそ1 km以上、10 km未満のものをいう。形成時間は100～104年。
- 変動地形：断層崖、断層角盆地、地塁、地溝
- 火山地形：成層火山、カルデラ、溶岩流原
- 河成地形：扇状地、氾濫原（蛇行原）、三角州、三角江、谷底平野、河成段丘
- 海成地形：浜堤平野、潟湖跡地、海成侵食低地、海成段丘、海食崖
- 有機成地形：サンゴ礁

### 微地形
微地形（びちけい）とは、規模がおよそ100 m以上、1 km未満のものをいう。形成時間は100～103年。
- 変動地形：撓曲崖
- 火山地形：砕屑丘、火口、マール、溶岩円頂丘
- 河成地形：河川敷、自然堤防、後背低地、旧河道（流路跡地）
- 海成地形：浜堤、砂嘴、沿岸州（英語版）、沿岸溝、波食棚（英語版）
- 風成地形：砂丘帯
- 集動地形：地すべり堆、沖積錐、崖錐、麓屑面
- 氷河地形：カール

### 極微地形
極微地形（ごくびちけい）とは、規模がおよそ10 m以上、100 m未満のものをいう。形成時間は10-2～100年。
- 変動地形：地割れ
- 火山地形：溶岩堤防
- 河成地形：網状流路、蛇行流路、分岐流路、直線流路、淵、瀬、滝、横列州、交互州、複列州、うろこ州、落掘
- 海成地形：巨大カスプ、浜、磯
- 風成地形：河畔砂丘、バルハン、ヤルダン
- 集動地形：滑落崖、土石流堆、崩壊地

### 超極微地形
超極微地形（ちょうごくびちけい）とは、規模がおよそ1 m以上、10 m未満のものをいう。形成時間は10-3～100年。
- 変動地形：噴砂堆
- 火山地形：溶岩じわ、溶岩トンネル
- 河成地形：甌穴（ポットホール）、侵食溝（ガター）、砂漣（リップル）、砂堆（デューン）、反砂堆（アンチデューン）、平坦河床
- 海成地形：浜崖、砂漣、カスプ、波食痕
- 風成地形：風漣、風食凹地、稜石、三稜石、砂漠ワニス、砂漠舗石
- 集動地形：落石穴

## 成因による分類
成因ごとに、地形種の一覧を示す（成因が複数ある地形は重複あり）。

### 風成地形

#### 風成堆積地形
- 砂漠
- 岩石砂漠（ハマダ）
- 砂砂漠（エルグ）
- 礫砂漠（レグ）
- 土砂漠
- ドゥラ
- 砂丘（砂丘帯）
- Sandhill（en:Sandhill） - 灌木地帯で、数年の短い周期で山火事がおこることで植生の遷移が起こらず砂丘の状態が維持される地形のこと。

- バルハン（三日月型砂丘）
- 河畔砂丘
- 砂漠ワニス（en:Desert varnish）
- 砂漠舗石（砂漠石畳、en:Desert pavement）

#### 風成侵食地形
- ヤルダン
- 風食凹地（ブロウアウト、en:Blowout (geology)）
- 風食礫（風稜石、ベンティファクト）
  - 三稜石（ドライカンター）

### 雨成地形

#### 雨食地形
- 悪地
- 土柱
- 雨滴孔

### 河成地形

#### 河成堆積地形
- 河成低地
- ペディメント（山麓緩斜面、en:Pediment (geology)）
- 扇状地
- 合流扇状地
- 氾濫原
- 三角州（デルタ）
- 三角江（エスチュアリー）
- 谷底平野
- 自然堤防
- 後背湿地
- 川原
- 網状河道（en:Braided river）
- 蛇行河道（en:Meander）
- en:Anabranch - 分流した後再び合流する支流。
- 旧河道
- 水無川 / ワジ
- 中州
- ポイントバー（寄州）
- サンドスプレー
- 三日月湖
- 川床（en:Stream bed）
- リップル（砂漣）
- デューン（砂堆）
- アンチデューン（反砂堆）

#### 河成侵食地形
- 河谷、峡谷（V字谷）
- 侵食扇状地
- 段丘崖（河成の）
- 滝
- 沢
- 淵
- 落掘
- 甌穴（ポットホール）
- 侵食溝（ガター）
- リル（細溝）
- ガリー（雨裂）

#### 河成堆積/侵食地形
- 河成段丘
- 開析扇状地
- 段丘面（河成の）

### 地下水成地形

#### 地下水成堆積地形
- 鍾乳石
- 石筍
- 石柱
- リムストーン（石灰華階段）
- フローストーン
- カーテン
- 石灰岩舗石（en:Limestone pavement）

#### 溶食地形（地下水成侵食地形）
- カルスト台地
- ウバーレ
- ポリエ
- ラヴァカ en:Lavaka - 地下水浸食による崩壊地形。
- 石灰岩柱（ピナクル）
- カッレン
- カッレンフェルト
- 鍾乳洞
- パイプ
- ポノール

### 海成地形

#### 海成堆積地形
- 浜堤平野（堤列低地）
- 堤間低地
- 浜堤（en:Beach ridge）
- 砂嘴
- バリアー島
- 陸繋砂州（トンボロ）
- 砂州
- 砂浜
- ビーチカスプ（en:Beach cusps）
- 干潟
- 海底州
- 海底谷
- 海底扇状地

#### 海成侵食地形
- 海食崖
- 海食棚
- 波食棚（英語版）
- 波食窪（ノッチ）
- 海食洞
- 海食柱（スタック、en:Stack (geology)）
- 磯

#### 河成堆積/侵食地形
- 海岸段丘

### 火山地形
火山地形（かざんちけい、英語: volcanic landform）は、火山の火口周辺において、火山活動（噴火など）によって形成された地形のことである。火山地形や噴出物をみることによって、噴火様式や火口周辺の環境などについての情報も得ることができる。
例えば、深海底の火山帯では溶岩台地・盾状火山・溶岩湖・砕屑丘などが見られる。これはプレートの発散境界で火山活動があまり激しくないためである。一方、プレートの収束境界では火山活動が激しいことから、成層火山やカルデラが見られる。なお、環太平洋造山帯では海溝と火山帯が並行して形成されている。

#### 降下火砕物地形
- 火山砕屑丘（火砕丘）
- スコリア丘

#### 火砕流地形
- 火砕流台地

#### 溶岩地形
- 溶岩台地
- 溶岩流原
- 溶岩ドーム（溶岩円頂丘）
- 溶岩平頂丘
- 火山岩尖
- 楯状火山
- 溶岩洞（溶岩トンネル）
- 溶岩じわ
- 溶岩堤防
- 溶岩条溝
- 溶岩滑落崖
- 溶岩末端崖

#### 火山岩屑流地形
- 流れ山

#### 爆発地形
- 爆発カルデラ
- 火口
- 爆裂火口
- マール
- 環状丘（ベースマージ丘）

#### 火山陥没地形
- 陥没カルデラ
- カルデラ壁

#### 複合火山地形
- 複成火山
- 成層火山

### 氷河地形

#### 氷河成堆積地形
- アウトウォッシュプレーン
- モレーン（堆石堤）
- 氷堆丘（ドラムリン）
- エスカー
- ケイム段丘
- ザンドル
- 釜状陥没地（ケトル）
- 迷子石

#### 氷河成侵食地形
- 圏谷（カール）
- U字谷
- 氷食尖峰（ホルン）
- トリムライン（en:Trim line）
- 氷食円頂丘
- アレート
- 羊背岩
- フィヨルド
- 擦痕

### 周氷河地形
- 周氷河斜面
- 永久凍土丘
- パルサ
- リサルサ
- ピンゴ（en:Pingo）
- 構造土
- 多角形土
- ハンモック
- マッドボイル
- サーモカルスト
- トラフ（氷楔）

### 雪成地形
- 筋状地形
- アバランチシュート

### 集動地形（マスムーブメント地形）
- 地すべり地形
- 山麓堆積地形
- 麓屑面
- 崖錐
- 沖積錐
- 土石流堆
- 滑落崖
- 崩壊地
- 二重山稜
- 山上凹地

### 変動地形

#### 断層変位地形
- 地塁
- 地溝
- 断層崖
- 低断層崖
- 撓曲崖
- 三角末端面
- 閉塞丘
- 風隙

#### 裂動地形
- 大地溝帯
- ギャオ
- 地震割れ目

### 組織地形（差別削剥地形）
- メサ（浸食台地） / テプイ en:Tepui / テーブル en:Table (landform)
- 残丘（モナドノック、インセルバーグ）
- ビュート
- ケスタ
- 岩頸（岩栓、突岩）
- ホッグバック
- 削剥高原
- 地層階段
- 同斜山稜
- 岩脈尾根
- ホルンフェルス尾根
- リニアメント
- カルスト地形
- 石灰岩尾根
- 洗濯板状起伏

### 有機成地形
- サンゴ礁
  - 環礁
  - 堡礁
  - 裾礁
  - 礁湖（礁池、ラグーン）
- 蟻塚
- 巣孔
- 鳥糞付着面
- 足跡

### 人工地形
- 人工地盤
- 造成地
  - 住宅造成地
- 人工改変地
- 盛土地
- 盛土斜面
- 切土地
- 切土斜面
- 埋立地
- 埋土地
- 干拓地
- 堤防
- 天井川
- 掘り上げ田
- 築山
- 堀
- 棚田
- 用水路
- 運河
- 排水路
- ランドアート

## その他の分類、一般用語
- 崖
  - en:crag - ごつごつした岩石の飛び出た崖。（イングランド北部・スコットランド）
- 開析台地 en:Dissected plateau
- en:Exhumed river channel - 河川の流路変化や蛇行、三日月湖の切離などが連続的に起こっている氾濫原のこと。
- アルヴァ en:Alvar - 石灰石基盤岩の上に僅かな土壌があり、そこに植生がある状態。
- マルペイス en:Malpaís (landform) - 火山岩が浸食された荒れ地。
- 自然橋 en:Natural arch
- 準平原
- 尾根（稜線、山稜）
- 連続崖 en:Escarpment
- en:Stone run - 石が敷き詰められたような地形のこと。
- en:Tor - ぽつんと取り残された岩山、岩石群。
- en:Promontory - 落差の大きい岬（内陸にある同様の地形も含む）。
- 棚 (地形) en:Bench (geology)
- 段丘 en:Terrace (geology)
- 谷

### 海の地形
- 海
- 海洋
- 湾
- 灘
- 入り江（浦）
- 海峡
- 水道
- 瀬戸
- 海岸
  - 沈水海岸
    - リアス式海岸
    - ダルマチア式海岸
    - 多島海

  - 離水海岸
- 塩沼
- 塩湖
- 潟湖（ラグーン）
- 岩礁
- 潮吹き穴 en:Blowhole (geology)
- 半島
- 岬
- 地峡
- 陸繋島

- 島
- 島嶼（諸島、群島）
- 列島（島弧）
- 自然橋 en:Natural arch
- 珊瑚礁
  - 環礁
  - 堡礁
  - 裾礁
  - 礁湖（礁池、ラグーン）

- 大陸棚
- 海台
- 海嶺
- 海膨
- 海盆
- 海溝
- 海山
  - 暗礁
- 浅瀬
- 堆
- 深海平原

### 河川の地形
- 池
- 湖
  - 内陸湖
  - 氷河湖
  - 氷河跡湖
- 川（渓流、バイユー、急流）
  - 本川
  - 支川
  - 派川
- 泉
- 天井川
- オアシス
- 洞窟
- 沼

- 堀
- 運河
- 水路
- 遊水池
- 乾燥湖（ドライレイク）en:Dry lake

### 氷の形状
- 氷床
- 氷原
- ダートコーン en:Dirt cone
- 永久凍土
- 氷帽
- 溢流氷河
- 谷氷河
- 山腹氷河
- 雪原
- 岩石氷河
- 棚氷
- 氷舌
- 氷山
- 氷丘
- 氷丘脈
- パドル
- ムーラン
- クレバス
- 氷河洞窟 en:Glacier cave
- 氷河湖
- 氷河盆地
- ヌナタク

### 斜面・平面地形
- 山
- 山地
- 山脈
- 台地
- 高原
- 高地
- 丘
- 丘陵
- 崖
- 崖錐堆積物
- 峠

- 平野
- 堆積平野
- 盆地

### 岩石
- 節理
  - 柱状節理、放射状節理、板状節理、方状節理
- 岩脈（ダイク）
- 岩床（シル）
- 餅盤（ラコリス）
- 底盤（バソリス）構造地質学状の分類

- 安定陸塊（クラトン）
- 造山帯
  - 古期造山帯
  - 新期造山帯
- 卓状地
- 楯状地
- 傾動地塊

- 断層
- 褶曲
  - 向斜、背斜
- 撓曲